# Kabardino-Balkarien
Koordinaten: 43° 24′ N, 43° 24′ O
Das im Nordkaukasus gelegene Kabardino-Balkarien (russisch Кабардино-Балкария/ Transkription Kabardino-Balkarija, kabardinisch Къэбэрдей-Балъкъэр Республикэ, balkarisch Къабарты-Малкъар Республика) ist seit 1991 eine Republik in Russland. Sie entstand beim Zerfall der Sowjetunion aus der Kabardino-Balkarischen ASSR der Russischen SFSR.

## Geographie

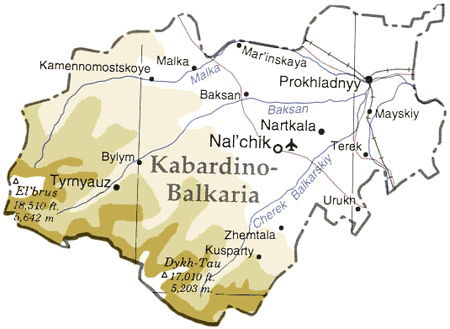
Detailkarte von Kabardino-Balkarien

Kabardino-Balkarien im regionalen Zusammenhang

Kabardino-Balkarien liegt am Nordabhang des Kaukasus. Topographisch gesehen ist der nördliche Landesteil eben, während das Land gegen Südwesten bis zum Elbrus, dem höchsten Berg des Kaukasus, immer gebirgiger wird. Die Republik grenzt im Westen an Karatschai-Tscherkessien, im Osten an Nordossetien-Alanien, im Norden an die Region Stawropol und im Süden an Georgien. Die maximale Ausdehnung in Nord-Süd-Richtung beträgt 167 km, in Ost-West-Richtung 123 km.

### Klima
Die Republik hat kontinentales Klima.
Die Durchschnittstemperatur im flachen Norden beträgt im Januar −4 °C und im Juli 23 °C, die Niederschlagsmenge ist mit unter 500 mm gering.
In den Gebirgen liegt die Temperatur zwischen −12 °C (Januar) und +4 °C (Juli).

### Zeitzone

Zeitzonen Russlands (die Moskauer Zeitzone ist rot gekennzeichnet)

Kabardino-Balkarien liegt in der Moskauer Zeitzone (MSK).
Die Verschiebung zur Koordinierten Weltzeit (UTC) beträgt somit +0300 (MSK, Moscow Time).

### Flüsse
Die wichtigsten Flüsse sind:
- Terek (623 Kilometer)[3]
- Malka (216 Kilometer)[4]
- Tscherek (131 Kilometer)[5]
- Tschegem (102 Kilometer)[6]
- Argudan
- Baksan
- Kurkuschin
- Lesken
- Uruch (104 Kilometer)[7]

### Seen
In der Republik gibt es etwa 100 kleinere Seen. Die meisten (55) befinden sich zwischen den Flüssen Baksan und Malka und sind kaum größer als 10.000 m².
Einige der wichtigsten sind:
- Zerikkjol (mit einer Fläche von 26.000 m² und 368 Metern Tiefe)
- Unterer Goluboje-See
- Kjol-Ketschen (177 Meter tief)
- Oberer Goluboje-See (18 Meter tief)
- Sekretnoje-See
- Tambukanskoje-See (Fläche: 1,77 km²; 1,5–2 Meter tief). Dieser See befindet sich teilweise in der Region Stawropol.

### Gebirge
In Kabardino-Balkarien befindet sich der 5642 Meter hohe Elbrus, die höchste Spitze des Großen Kaukasus und der höchste Berg Russlands. Erkennt man den Kaukasushauptkamm als Grenze Europas an, so ist der etwa 11 Kilometer nördlich des Kammes und der georgischen Grenze gelegene inaktive Vulkan auch der höchste Berg Europas.
Weitere Berge
- Dychtau (5204 Meter, zweithöchster Berg Russlands und Europas bei Definition des Kaukasushauptkammes als Kontinentalgrenze)
- Koschchatau (5151 Meter)
- Schchara (5068 Meter)
- Pik Puschkin (5033 Meter)
- Mischergi (5025 Meter)

### Natürliche Ressourcen
Zu den natürlichen Ressourcen der Republik gehören unter anderem Molybdän- und Wolframerze (bei Tyrnyaus) sowie Kohle.

## Bevölkerung
- Population: 901.494 (2002)
  - Städtisch: 510.346 (56,6 %)
  - Ländlich: 391.148 (43,4 %)
  - Männlich: 422.720 (46,9 %)
  - Weiblich: 478.774 (53,1 %)
- Frauen je 1000 Männer: 1.133
- Durchschnittsalter: 30,9 Jahre
  - Städtisch: 32,4 Jahre
  - Ländlich: 29,0 Jahre
  - Männlich: 29,1 Jahre
  - Weiblich: 32,8 Jahre
- Anzahl Haushalte: 227.922 (mit 891.783 Personen)
  - Städtisch: 144.872 (mit 504.085 Personen)
  - Ländlich: 83.050 (mit 387.698 Personen)

Die Bevölkerung der Republik, die bei der Volkszählung 2021 904.200 Personen umfasste, besteht aus zwei namensgebenden Nationen. Diese sind die Kabardiner, eine Untergruppe der Tscherkessen, sowie die Balkaren, ein Turkvolk. Ferner lebt in der Republik eine bedeutende Anzahl Russen. Kleinere Minderheiten bilden Türken, Osseten, Ukrainer und Armenier. Amtssprachen sind die kabardinische, die balkarische und die russische Sprache. Die Mehrheit der Bevölkerung bekennt sich zum Islam; mehrheitlich Sunniten verschiedener Richtungen (darunter Sufis) und Schiiten (Aserbaidschaner). Daneben gibt es Christen, die fast gänzlich der Russisch-Orthodoxen Kirche und der Armenisch Apostolischen Kirche angehören und eine kleine jüdische Minderheit (1989: 3178 Bergjuden, 1726 Aschkenasische Juden, 9 Georgische Juden und 7 Zentralasiatische Juden; 2021: 47 Bergjuden und 734 Aschkenasische Juden).
Entwicklung der Volksgruppen seit Beginn der Sowjetzeit

Die Gegend war bis zum Ende des Zarenreiches im Wesentlichen von den beiden Titularnationen besiedelt. In der Stalinzeit kam es zu beachtlichen Änderungen: Die Anzahl der Russen stieg auf weit mehr als das Zehnfache, während die Zahl der Ukrainer langsam abnahm. Die Anzahl der Kabardiner nahm stetig zu, aber wegen der starken russischen Zuwanderung sank ihr Bevölkerungsanteil bis 1939 auf 42,3 %, lag jedoch nach dem Zweiten Weltkrieg jahrzehntelang bei etwa 45 %. Die Anzahl der  balkarischen Bewohner sank während des Zweiten Weltkriegs, da viele von ihnen während und nach dem deutschen Vorstoß unter dem Vorwurf der Kollaboration deportiert wurden. In den übrigen Zeiten stieg auch ihre Absolutzahl bei sinkendem Anteil. In der Summe sank der Anteil beider Titularnationen zusammen von 76,3 % 1926 auf 53,4 % 1959, stieg der Anteil der Russen von 7,5 % 1926 auf fast 38,7 % 1959, nahm aber schon bis 1989 auf 31,5 % ab. Der Anteil der Ukrainer sank stetig von 8,4 % 1926 (Auf den Friedensverhandlungen nach dem Ersten Weltkrieg hatten sogar ukrainische Vertreter Teile des Nordkaukasus beansprucht.) auf 2 % 1959 und 1,7 % 1989. In der Stalinzeit wurden zudem Mitglieder der koreanischen Minderheit von den Grenzgebieten in Fernost in andere Teile der Sowjetunion umgesiedelt. Ein kleiner Teil von ihnen kam nach Kabardino-Balkarien.
Seit der Nachstalinzeit steigt der Anteil der Titularnationen (u. a. wegen einer hohen Geburtenrate) stark an. Gleichzeitig wanderten Slawen nach Ende der Sowjetunion in ihre Heimatregionen zurück. Die Minderheiten der Bergjuden und Deutschen sind fast vollständig ausgewandert (nach Israel resp. Deutschland). Die Zahl anderer Nordkaukasier und Transkaukasier ist bedeutend, aber ethnisch schwankend. So wuchs die Zahl der Tschetschenen von 1989 bis 2002 massiv an – um seither um mehr als die Hälfte abzunehmen. Die Zahl der Roma und der Türken nimmt stark zu. Wie hoch der Anteil der Mescheten unter der Bezeichnung Türke ist, kann schwer abgeschätzt werden, da die Angaben stark schwanken.
| Volksgruppe                                                                                            | VZ 1926 | VZ 1926 | VZ 1939 | VZ 1939 | VZ 1959 | VZ 1959 | VZ 1970 | VZ 1970 | VZ 1979 | VZ 1979 | VZ 1989 | VZ 1989 | VZ 2002 | VZ 2002 | VZ 2010 | VZ 2010 | VZ 2021 | VZ 2021 |
| Volksgruppe                                                                                            | Anzahl  | Anteil  | Anzahl  | Anteil  | Anzahl  | Anteil  | Anzahl  | Anteil  | Anzahl  | Anteil  | Anzahl  | Anteil  | Anzahl  | Anteil  | Anzahl  | Anteil  | Anzahl  | Anteil  |
| --- | ------- | ------- | ------- | ------- | ------- | ------- | ------- | ------- | ------- | ------- | ------- | ------- | ------- | ------- | ------- | ------- | ------- | ------- |
| Kabardiner                                                                                             | 122.402 | 60,00 % | 152.237 | 42,31 % | 190.284 | 45,29 % | 264.675 | 45,00 % | 303.604 | 45,55 % | 363.494 | 48,24 % | 498.702 | 55,32 % | 490.453 | 57,18 % | 502.615 | 57,06 % |
| Russen                                                                                                 | 15.344  | 7,52 %  | 129.067 | 35,85 % | 162.586 | 38,70 % | 218.595 | 37,16 % | 234.137 | 35,13 % | 240.750 | 31,95 % | 226.620 | 25,14 % | 193.155 | 22,49 % | 174.768 | 19,84 % |
| Balkaren                                                                                               | 33.197  | 16,27 % | 40.747  | 11,31 % | 34.088  | 8,11 %  | 51.356  | 8,73 %  | 59.710  | 8,96 %  | 70.793  | 9,39 %  | 104.951 | 11,61 % | 108.577 | 12,66 % | 120.898 | 13,72 % |
| Tscherkessen                                                                                           | 18      | 0,01 %  | k.Ang.  | ? %     | 166     | 0,04 %  | 303     | 0,05 %  | 499     | 0,07 %  | 614     | 0,08 %  | 725     | 0,08 %  | 2475    | 0,29 %  | 26.544  | 3,01 %  |
| Türken1                                                                                                | 39      | 0,02 %  | 96      | 0,03 %  | k.Ang.  | ?       | 350     | 0,06 %  | 2033    | 0,31 %  | 4162    | 0,55 %  | 11.053  | 1,23 %  | 14.003  | 1,63 %  | 17.005  | 1,93 %  |
| Osseten                                                                                                | 4078    | 1,99 %  | 4608    | 1,28 %  | 6442    | 1,53 %  | 9167    | 1,56 %  | 9710    | 1,46 %  | 9996    | 1,33 %  | 9845    | 1,09 %  | 9129    | 1,06 %  | 6877    | 0,78 %  |
| Roma                                                                                                   | 63      | 0,03 %  | 145     | 0,04 %  | 416     | 0,10 %  | 1076    | 0,18 %  | 1713    | 0,26 %  | 2442    | 0,32 %  | 2357    | 0,26 %  | 2874    | 0,34 %  | 4122    | 0,47 %  |
| Armenier                                                                                               | 255     | 0,13 %  | 1119    | 0,31 %  | 1421    | 0,34 %  | 2033    | 0,35 %  | 2184    | 0,33 %  | 3512    | 0,47 %  | 5342    | 0,59 %  | 5002    | 0,58 %  | 3987    | 0,45 %  |
| Koreaner                                                                                               | k.Ang   | ? %     | k.Ang.  | ? %     | 1798    | 0,43 %  | 3773    | 0,64 %  | 4949    | 0,74 %  | 4983    | 0,66 %  | 4722    | 0,52 %  | 4034    | 0,47 %  | 2926    | 0,33 %  |
| Aserbaidschaner                                                                                        | 5       | 0,00 %  | 62      | 0,02 %  | 257     | 0,06 %  | 633     | 0,11 %  | 1984    | 0,30 %  | 2024    | 0,27 %  | 2281    | 0,25 %  | 2063    | 0,24 %  | 1767    | 0,20 %  |
| Tschetschenen                                                                                          | 31      | 0,02 %  | 348     | 0,10 %  | k.Ang.  | ? %     | 396     | 0,07 %  | 302     | 0,05 %  | 736     | 0,10 %  | 4241    | 0,47 %  | 1965    | 0,23 %  | 1675    | 0,19 %  |
| Tataren                                                                                                | 449     | 0,22 %  | 1400    | 0,39 %  | 1608    | 0,38 %  | 2481    | 0,42 %  | 3058    | 0,46 %  | 3005    | 0,40 %  | 2851    | 0,32 %  | 2375    | 0,28 %  | 1544    | 0,18 %  |
| Ukrainer                                                                                               | 17.213  | 8,43 %  | 11.142  | 3,10 %  | 8400    | 2,00 %  | 10.362  | 1,76 %  | 12.139  | 1,82 %  | 12.826  | 1,70 %  | 7592    | 0,84 %  | 4800    | 0,56 %  | 1461    | 0,17 %  |
| Georgier                                                                                               | 611     | 0,30 %  | 1232    | 0,34 %  | 1486    | 0,35 %  | 1933    | 0,33 %  | 1979    | 0,30 %  | 2090    | 0,28 %  | 1731    | 0,19 %  | 1545    | 0,18 %  | 1279    | 0,14 %  |
| Laken                                                                                                  | 23      | 0,01 %  | 134     | 0,04 %  | 481     | 0,11 %  | 997     | 0,17 %  | 1177    | 0,18 %  | 1587    | 0,21 %  | 1800    | 0,20 %  | 1462    | 0,17 %  | 986     | 0,11 %  |
| Inguschen                                                                                              | 8       | 0,00 %  | 63      | 0,02 %  | 84      | 0,02 %  | 285     | 0,05 %  | 450     | 0,07 %  | 664     | 0,09 %  | 1236    | 0,14 %  | 1271    | 0,15 %  | 946     | 0,11 %  |
| Karatschaier                                                                                           | 0       | 0,00 %  | 98      | 0,03 %  | 420     | 0,10 %  | 864     | 0,15 %  | 934     | 0,14 %  | 1202    | 0,16 %  | 1273    | 0,14 %  | 1028    | 0,12 %  | 804     | 0,09 %  |
| Juden                                                                                                  | 1879    | 0,92 %  | 3414    | 0,95 %  | 1310    | 0,31 %  | 3029    | 0,51 %  | 3046    | 0,46 %  | 1726    | 0,23 %  | 1088    | 0,12 %  | 835     | 0,10 %  | 734     | 0,08 %  |
| Deutsche                                                                                               | 2674    | 1,31 %  | 5327    | 1,48 %  | 903     | 0,21 %  | 5262    | 0,89 %  | 9905    | 1,49 %  | 8569    | 1,14 %  | 2525    | 0,28 %  | 1462    | 0,17 %  | 558     | 0,06 %  |
| Weißrussen                                                                                             | 730     | 0,36 %  | 482     | 0,13 %  | 953     | 0,23 %  | 1543    | 0,26 %  | 1916    | 0,29 %  | 2022    | 0,27 %  | 1194    | 0,13 %  | 696     | 0,08 %  | 238     | 0,03 %  |
| Bergjuden                                                                                              | 1473    | 0,72 %  | k.Ang.  | ? %     | 2219    | 0,53 %  | 2546    | 0,43 %  | 612     | 0,09 %  | 3178    | 0,42 %  | 198     | 0,02 %  | 124     | 0,01 %  | 47      | 0,01 %  |
| Taten                                                                                                  | 0       | 0,00 %  | k.Ang.  | ? %     | 1048    | 0,25 %  | 529     | 0,09 %  | 2560    | 0,38 %  | 1891    | 0,25 %  | 98      | 0,01 %  | 48      | 0,01 %  | 7       | 0,00 %  |
| Andere                                                                                                 | 3183    | 1,56 %  | 7373    | 2,11 %  | 3735    | 0,89 %  | 6000    | 1,02 %  | 7945    | 1,19 %  | 11.265  | 1,49 %  | 9354    | 1,04 %  | 8294    | 0,97 %  | 9123    | 1,04 %  |
| Nationalitäten TOTAL                                                                                   | 203.675 | 99,84 % | 359.184 | 100 %   | 420.105 | 100 %   | 588.188 | 100 %   | 666.546 | 100 %   | 753.531 | 100 %   | 901.479 | 100 %   | 857.670 | 99,74 % | 880.911 | 97,42 % |
| keine Angaben                                                                                          | 331     | 0,16 %  | 35      | 0,01 %  | 10      | 0,00 %  | 15      | 0,00 %  | 0       | 0,00 %  | 0       | 0,00 %  | 15      | 0,00 %  | 2269    | 0,26 %  | 23.284  | 2,58 %  |
| Einwohner                                                                                              | 204.006 | 100 %   | 359.219 | 100 %   | 420.115 | 100 %   | 588.203 | 100 %   | 666.546 | 100 %   | 753.531 | 100 %   | 901.494 | 100 %   | 859.939 | 100 %   | 904.200 | 100 %   |
| 1 Türken und Mescheten (2002: 8770 resp. 2283; 2010: 13.965 resp. 38; 2021: 16.860 resp. 145 Personen) |         |         |         |         |         |         |         |         |         |         |         |         |         |         |         |         |         |         |

## Religion
Seit 1991 hat Kabardino-Balkarien eine eigene geistliche Behörde, das Duchownoe Uprawlenie Musul'man Kabardino-Balkarij (DUMKB). 1992 wurde mit Unterstützung der International Islamic Relief Organization (IIRO), einer Unterorganisation der Islamischen Weltliga in Naltschik ein staatliches Institut für Islamisches Recht, das Schariatskij Institut, eröffnet. Dieses wurde allerdings schon 1996 aufgrund seiner salafistischen Orientierung wieder geschlossen. Ein Jahr später wurde ein neues staatliches Islam-Institut eröffnet, das aber von Anfang an unter der direkten Kontrolle des DUMKB stand.
Neben diesem staatlich organisierten Islam entwickelte sich schon in den frühen 1990er Jahren eine nicht-staatliche islamische Bewegung, die unter der Führung junger Imame stand, die an islamischen Universitäten in Saudi-Arabien studiert hatten. Zentrale Figur der Gruppe, die unter dem Namen Novye Musul'mane („neue Muslime“) bekannt wurde, war Musa Mukodschew. Mit dem Ziel, das Wissen über den Islam zu befördern und den islamischen Glauben unter den jungen Muslimen zu verbreiten, eröffnete er 1995 in Naltschik ein islamisches Zentrum, das in den Folgejahren eine Anzahl von nicht-offiziellen islamischen Schulen, die über die verschiedenen Landesteile verstreut waren, eröffnete. Die „neuen Muslime“ bauten eine zentrale islamische Gemeinschaft (dschamaat) für Kabardino-Balkarien, der sich alle muslimischen Gemeinschaften anschlossen, die mit dem staatlich-traditionalistischen Islam des DUMKB nicht einverstanden waren.
In den späten 1990er Jahren traten in Kabardino-Balkarien erstmals islamische Gruppen mit dschihadistischer Orientierung auf, die Kontakte zu wahhabitischen Kämpfern in Tschetschenien hatten. Durch die militanten Aktionen dieser Gruppen (Angriff auf das Innenministerium in Naltschik im August 1998) gerieten auch die „neuen Muslime“ unter Terrorverdacht und mussten ihr Islamisches Zentrum und die daran angeschlossenen Schulen 1999 schließen. Mukodschew wurde selbst 2001 unter dem Verdacht verhaftet, einen Terroranschlag organisiert zu haben, der im Dezember 2000 in der Stadt Pjatigorsk stattgefunden hatte. Zwar wurde er wenig später schon wieder freigelassen, doch konnte er seine religiösen Aktivitäten nicht mehr ungehindert fortsetzen.
Viele der „neuen Muslime“ gingen infolge der staatlichen Repression in den Untergrund. Eine Splittergruppe der kabardino-balkarischen Dschamaat, die von Muslim Atajew geführt wurde, veröffentlichte im August 2004 unter dem Namen Yarmuk eine Dschihad-Erklärung gegen die kabardino-balkarische Regierung. Im Dezember des gleichen Jahres unternahm sie einen Anschlag auf die russische Betäubungsmittelkontrollbehörde in Naltschik und erbeutete dabei zahlreiche Waffen. Atajew und einige seiner Gefolgsleute wurden im Januar 2005 bei einer größeren Operation von staatlichen Sicherheitskräften getötet. Die zunehmende Konfrontation zwischen staatlichen Behörden und der islamischen Bewegung führte dazu, dass sich immer mehr von den „neuen Muslimen“ der Yarmuk-Gruppe anschlossen. Im Oktober 2005 unternahm diese ihre größte Aktion, einen Simultanangriff mit 150 Kämpfern gegen Polizei, Militär und Sicherheitseinrichtungen in Naltschik.
Dem Naltschik-Überfall, der militärisch eine Niederlage für die Gruppe darstellte und von eigenen Vertretern mit der Schlacht von Uhud verglichen wurde, folgte eine neue Welle staatlicher Repressionen gegen die „neuen Muslime“ und ihre Sympathisanten. Diese brachte schließlich 2006 auch Mukodschew zur Aufgabe seines gewaltablehnenden Kurses und zum Wechsel in das dschihadistische Lager. Die kabardino-balkarische Dschamaat wurde aufgelöst, um einer militärischen Organisation Platz zu machen, die den Kampf gegen die russischen Ungläubigen als ihr Ziel ansieht. Anzor Astemirov, der zu den Gründern der Bewegung der „neuen Muslime“ in Kabardino-Balkarien gehörte, hat intensive Beziehungen zu Doku Chamatowitsch Umarow aufgebaut, der im November 2007 das Kaukasus-Emirat ausrief, und gilt in dessen Schattenregierung als Chef des Scharia-Gerichts.

## Verwaltungsgliederung
Die Republik Kabardino-Balkarien gliedert sich in zehn Rajons und drei Stadtkreise. Den Rajons sind insgesamt 7 Stadt- und 112 Landgemeinden unterstellt (Stand: 2010).

### Stadtkreise
| [ A 1 ] | Stadtkreis | Einwohner | Fläche (km²) | Bevölkerungs- dichte (Ew./km²) | Stadt- bevölkerung | Land- bevölkerung | Weitere Orte | Anzahl städtischer Siedlungen | Anzahl ländlicher Siedlungen |
| ------- | ---------- | --------- | ------------ | ------------------------------ | ------------------ | ----------------- | ------------ | ----------------------------- | ---------------------------- |
| I       | Baksan     | 58.620    | 180          | 326                            | 37.722             | 20.898            | Dygulybgei   | 1                             | 1                            |
| II      | Naltschik  | 295.252   | 131          | 2254                           | 269.029            | 26.223            |              | 1                             | 4                            |
| III     | Prochladny | 59.966    | 35           | 1709                           | 59.966             | –                 |              | 1                             | –                            |

### Rajons
| [ A 1 ] | Rajon       | Einwohner | Fläche (km²) | Bevölkerungs- dichte (Ew./km²) | Stadt- bevölkerung | Land- bevölkerung | Verwaltungssitz | Anzahl Stadt- gemeinden | Anzahl Land- gemeinden |
| ------- | ----------- | --------- | ------------ | ------------------------------ | ------------------ | ----------------- | --------------- | ----------------------- | ---------------------- |
| 1       | Baksan      | 58.042    | 830          | 70                             | –                  | 58.042            | Baksan          | –                       | 13                     |
| 10      | Elbrus      | 35.174    | 1850         | 19                             | 20.057             | 15.117            | Tyrnyaus        | 1                       | 6                      |
| 3       | Leskenski   | 29.274    | 523          | 56                             | –                  | 29.274            | Ansorei         | –                       | 9                      |
| 4       | Maiski      | 39.957    | 385          | 104                            | 27.338             | 12.619            | Maiski          | 1                       | 4                      |
| 5       | Prochladny  | 45.701    | 1349         | 34                             | –                  | 45.701            | Prochladny      | –                       | 19                     |
| 2       | Solskoje    | 50.433    | 2124         | 24                             | 9.419              | 41.014            | Salukokoasche   | 1                       | 15                     |
| 6       | Terek       | 51.107    | 893          | 57                             | 19.988             | 31.119            | Terek           | 1                       | 17                     |
| 8       | Tschegem    | 68.852    | 1503         | 46                             | 18.315             | 50.537            | Tschegem        | 1                       | 9                      |
| 9       | Tscherekski | 26.057    | 2213         | 12                             | 5.211              | 20.846            | Kaschchatau     | 1                       | 9                      |
| 7       | Urwan       | 75.384    | 458          | 165                            | 33.431             | 41.953            | Nartkala        | 1                       | 11                     |

Anmerkungen:
1. 1 2  Nummer des Rajons/Stadtkreises (in alphabetischer Reihenfolge der Namen im Russischen)
2. ↑  Gemäß Gesetz zur Verwaltungsgliederung der Republik Kabardino-Balkarien wurde das Dorf Dugulubgei 2003 nach Baksan eingemeindet und hat seither keine eigenständige Verwaltung mehr. Die Einwohnerzahl des Ortes wird aber in den Bevölkerungsdaten 2010 noch unter Landbevölkerung geführt; weitere ländliche Siedlungen gibt es im Stadtkreis nicht.
3. 1 2  Stadt gehört nicht zum Rajon, sondern bildet eigenständigen Stadtkreis; Einwohnerzahl der Stadt nicht bei der Berechnung der Bevölkerungsdichte berücksichtigt

### Städte
Die mit Abstand größte Ortschaft ist die Hauptstadt Naltschik. Weitere größere Städte sind Prochladny, Baksan, Nartkala und Maiski. Insgesamt gibt es in der Republik acht Städte und zwei Siedlungen städtischen Typs.
| Stadt*/Städt. Siedlung | Russisch    | Stadtkreis/Rajon | Einwohner (14. Oktober 2010) | Wappen | Lage                 |
| ---------------------- | ----------- | ---------------- | ---------------------------- | ------ | -------------------- |
| Baksan*                | Баксан      | Stadtkreis       | 36.860                       |        | 43° 41′ N, 43° 32′ O |
| Salukokoasche          | Залукокоаже | Solskoje         | 9.859                        |        | 43° 54′ N, 43° 13′ O |
| Kaschchatau            | Кашхатау    | Tscherekski      | 5.295                        |        | 43° 19′ N, 43° 36′ O |
| Maiski*                | Майский     | Maiski           | 26.755                       |        | 43° 38′ N, 44° 4′ O  |
| Naltschik*             | Нальчик     | Stadtkreis       | 240.203                      |        | 43° 29′ N, 43° 37′ O |
| Nartkala*              | Нарткала    | Urwan            | 31.694                       |        | 43° 33′ N, 43° 51′ O |
| Prochladny*            | Прохладный  | Stadtkreis       | 59.601                       |        | 43° 45′ N, 44° 2′ O  |
| Terek*                 | Терек       | Terek            | 19.170                       |        | 43° 29′ N, 44° 8′ O  |
| Tyrnyaus*              | Тырныауз    | Elbrus           | 21.000                       |        | 43° 24′ N, 42° 55′ O |
| Tschegem*              | Чегем       | Tschegem         | 18.019                       |        | 43° 34′ N, 43° 35′ O |

## Geschichte

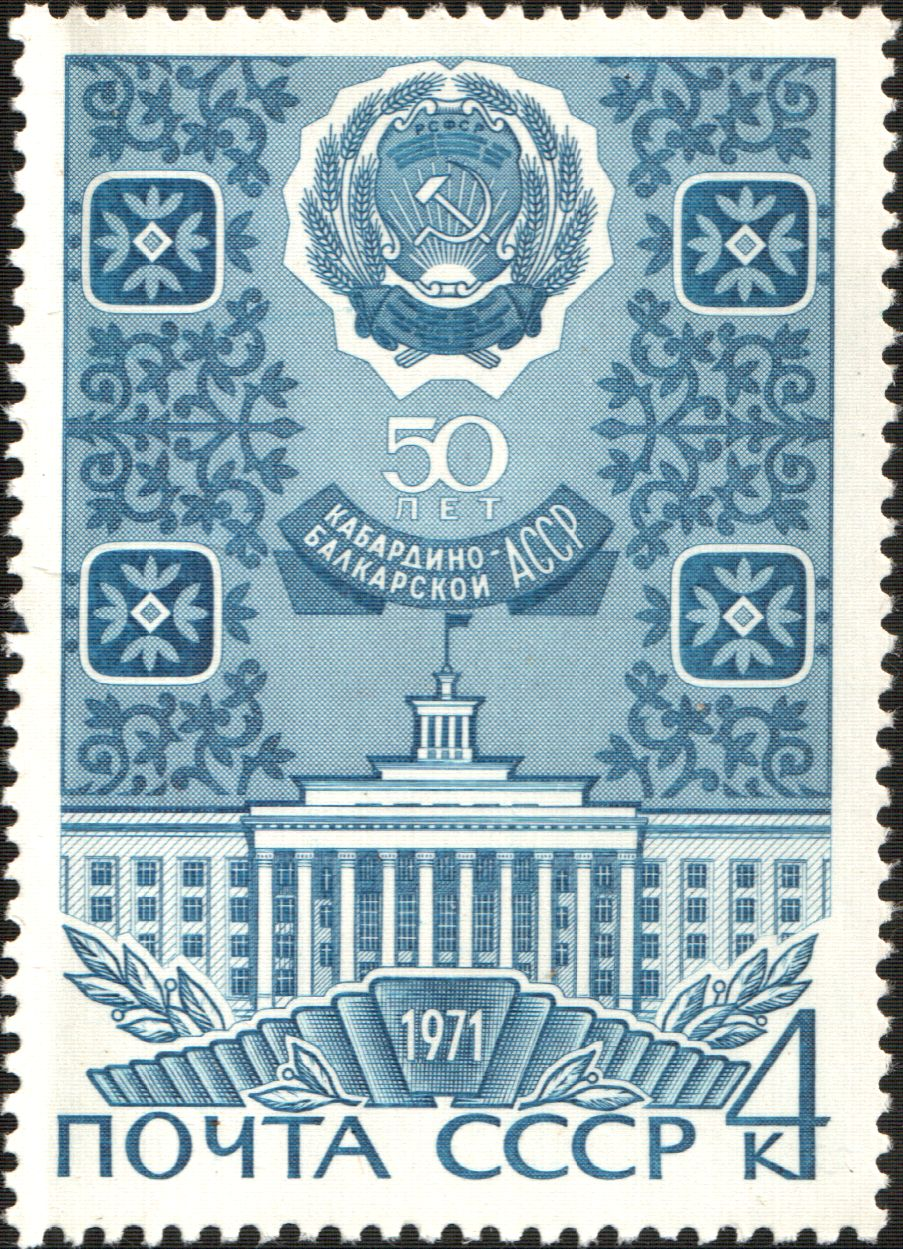
50 Jahre ASSR Kabardino-Balkarien (sowjetische Briefmarke 1971, gerechnet wurde hier aber ab der vorherigen Berg-ASSR).

Alanen, Chasaren, (Proto-)Bulgaren und Mongolen wechselten sich in der Herrschaft über das Gebiet ab. Die Balkaren werden von einigen Forschern zu den Nachkommen der Protobulgaren von Khan Kubrats Khaganat gezählt, was sich möglicherweise auch in der Herleitung der russischen Bezeichnung widerspiegelt (Balkaren russ. balkarzy, Bulgaren russ. bulgary oder bolgary). Die Herleitung ist aber umstritten, sie könnten auch auf eine im 12. Jahrhundert nördlich nomadisierende Gruppe von Bolgaren im Verband der Kiptschaken zurückgehen. Seit dem 14./15. Jahrhundert bestand hier das Fürstentum „Kabarda“, das sich im 17. Jahrhundert in die westliche „Große Kabarda“ und die östliche „Kleine Kabarda“ spaltete. Ende des 18. Jahrhunderts fielen beide unter russische Oberherrschaft. Die beiden Kabarda-Fürstentümer wurden 1827 von Russland annektiert.
Zu Zeiten der Sowjetunion war Kabardino-Balkarien eine Autonome Sozialistische Sowjetrepublik (ASSR). Im April 1944 wurden die Balkaren von den sowjetischen Behörden der Kollaboration mit den Deutschen bezichtigt und nach Sibirien deportiert (1939 gab es 42.666 Balkaren). Die Kabardino-Balkarische ASSR wurde in Kabardinische ASSR umbenannt, das Volk „Balkaren“ aus der Liste der Völker der Sowjetunion gelöscht. Infolge der Deportation kamen viele Balkaren ums Leben, nach einigen Schätzungen 50 %.
Mit der Rehabilitierung der Balkaren 1957 kam der alte Name wieder in Verwendung. Seit 1991, mit Auflösung der Sowjetunion, ist Kabardino-Balkarien eine Republik innerhalb Russlands. Staatschef ist Kazbek Walerijewitsch Kokow (kabardinisch Kluèkluè Valerij i kw”è K”azbèč). Im November 1996 scheiterte ein Versuch der Balkaren, eine eigene Teilrepublik zu errichten. Am 1. September 1997 wurde die Verfassung Kabardino-Balkariens verabschiedet.
Kabardino-Balkarien gilt als eine der unruhigsten Teilrepubliken Russlands im Föderationskreis Nordkaukasus. Den Zusammenbruch der Sowjetunion hat die Region weitestgehend und ohne ernstzunehmende politische Konfrontationen überstanden. Die sich seit Anfang der 1990er Jahre in Tschetschenien und Dagestan weit verbreitenden islamistischen Bewegungen fanden in Kabardino-Balkarien keinen großen Zulauf. Die wenigen radikalen Kräfte gerieten in Interessenskonflikte mit gemäßigten religiösen Anführern, die dem Kreml nahestanden. In der Folge kam es ab Mitte der 1990er Jahre wiederholt zu Anschlägen und bewaffneten Überfällen auf örtliche Regierungsbeamte und Sicherheitsbehörden. Am 13. Oktober 2005 ereignete sich das bis dahin verheerendste Attentat im Zentrum der Hauptstadt Naltschik, bei dem mehr als 100 Personen getötet wurden.

## Wirtschaft
Neben der Landwirtschaft dominieren in Kabardino-Balkarien die Forstwirtschaft und der Bergbau.
Im Kaukasus spielt der Fremdenverkehr eine gewisse Rolle.
Wichtigster Industriestandort ist die Hauptstadt Naltschik. Maschinenbau und Lebensmittelindustrie sind hier die wichtigsten Wirtschaftszweige.
Der Fall der Sowjetunion und der Ausbruch zahlreicher Konflikte im Kaukasus hatten weitreichende negative Folgen für die Republik. Durch den damit verbundenen Kollaps der Tourismusbranche stieg die Zahl der Arbeitslosen auf geschätzte 90 % in der Region.
Armut stellt ein weit verbreitetes Problem in Kabardino-Balkarien dar.
Am Rande des Weltwirtschaftsforums 2011 in Davos kündigte der russische Präsident Medwedew ein großangelegtes Investitionsprojekt in der Region an. Bis 2020 wollte Moskau ein Skigebiet mit einem geplanten Investitionsvolumen von 15 Milliarden Dollar errichten. Das „Gipfel 5642“ getaufte Projekt soll in Konkurrenz zu den „teuren und überlaufenen Resorts in den Alpen“ treten. (Der höchste Berg des Kaukasus, der Elbrus, befindet sich in der Republik und ist 5642 m hoch.)